# Пептид YY
PYY (англ. Peptide YY) – білок, який кодується однойменним геном, розташованим у людей на короткому плечі 17-ї хромосоми. Довжина поліпептидного ланцюга білка становить 97 амінокислот, а молекулярна маса — 11 145.
| 10         |  | 20         |  | 30         |  | 40         |  | 50         |
| ---------- |  | ---------- |  | ---------- |  | ---------- |  | ---------- |
| MVFVRRPWPA |  | LTTVLLALLV |  | CLGALVDAYP |  | IKPEAPREDA |  | SPEELNRYYA |
| SLRHYLNLVT |  | RQRYGKRDGP |  | DTLLSKTFFP |  | DGEDRPVRSR |  | SEGPDLW    |

A: Аланін

C: Цистеїн

D: Аспарагінова кислота

E: Глутамінова кислота

F: Фенілаланін

G: Гліцин

H: Гістидин

I: Ізолейцин

K: Лізин

L: Лейцин

M: Метіонін

N: Аспарагін

P: Пролін

Q: Глутамін

R: Аргінін

S: Серин

T: Треонін

V: Валін

W: Триптофан

Кодований геном білок за функціями належить до гормонів, фосфопротеїнів. 
Задіяний у такому біологічному процесі, як альтернативний сплайсинг. 
Секретований назовні.